# Крайцери-минни заградители тип „Брумер“
Брумер (на немски: Brummer) са серия леки крайцери(крайцери-минни заградители)на Императорските военноморски сили от времето на Първата световна война. Явяват се модификация на крайцерите от типа „Грауденц“. Всичко от проекта са построени 2 единици: „Брумер“ (на немски: SMS Brummer) и „Бремзе“ (на немски: SMS Bremse). За сметка на отслабване на въоръжението и бронирането могат да носят до 400 морски мини. „Бремзе“ и „Брумер“ стават родоначалници на нов клас кораби – крайцерите-минни заградители.

## Проектиране
Крайцерите-минни заградители от този тип е създаден за активно поставяне на минни заграждения в Северно море.

## Конструкция

### Въоръжение
Главният калибър се състои от четири скорострелни 15 cm SK L/45 оръдия в единични установки разположени по диаметралната плоскост, две от тях са поставени линейно-терасовидно на кърмата. Оръдията имат максимална далечина на стрелбата до 17 600 m. Боекомплектът им съставлява 600 изстрела или 150 снаряда на ствол. Зенитното въоръжение на корабите се състои от двойка |8,8 cm SK L/45 зенитни оръдия. Корабите могат да приемат до 400 морски мини. Освен това крайцерите имат и два 50 cm торпедни апарати с общ запас от четири торпеда.

## Служба
„Брумер“ – Заложен през 1915 г., спуснат на 11 декември 1915 г., влиза в строй на 2 април 1916 г.
„Бремзе“ – Заложен през 1915 г., спуснат на 11 март 1916 г., влиза в строй на 1 юли 1916 г.
На 17 октомври 1917 г., в Северно море, на линията Леруик – Берген „Брумер“ и „Бремзе“ атакуват британски конвой, състоящ се от десет товарни съда под охраната на 2 – 3 разрушителя. В хода на артилерийския бой са потопени миноносците „Стронгбоу“ и „Мери Роуз“, а също и осем от десетте товарни съда.
След сключването на примирието от 26.11.1918 „Брумер“ се намира в Скапа Флоу, а на 21 юни 1919 г., след сключването на Версайския мирен договор корабът е потопен от екипажа си. Той така и не е изваден от водата – „Брумер“ и до днес лежи на десния си борд на дълбочина от 21 – 30 метра.
На 21 юни 1919 г. в Скапа Флоу екипажът на „Бремзе“ се опитва да потопи своя кораб, но се намесват британците. На борда на крайцера пристига отряд британски моряци, които се опитват да спасят „Бремзе“. Отсеците, в които немците са отворили кингстоните, вече са наводнени, и не може да се прекрат нахлуването на водата. Разрушителя „Венеция“ изтегля „Бремзе“ на по-плитко място в залив при остров Мейланд, където крайцерът все пак потъва, легнал на десния си борд на неголяма дълбочина. През 1929 г. предприемачът Ърнест Франк Кокс купува от британското Адмиралтейство всички потънали германски кораби за разкомплектоване за скрап, успява да извади „Бремзе“, след което крайцерът е отбуксиран за разглобяване за метал.

## Коментари
1. ↑  Всички данни са към момента на влизането в строй.
2. ↑  Според немската класификация те се обозначават като малки крайцери (на немски: Kleiner Kreuzer).
3. ↑  Според немската класификация от онова време – минни кораби (на немски: Minendampfer)
4. ↑  Префиксът „SMS“ е от на немски: Seiner Majestat Schiff (Кораб на Негово Величество).
5. ↑  Съгласно номенклатурата на артилерията на флота на Германската империя „SK“ (Schnelladekanone) означава „скорострелно оръдие“, а L/45 означава сравнителната дължина на оръдието в калибри. В дадения случай L/45 означава, че дължината на оръдието съставлява 45 негови калибра (150 × 45).